# SPIN3
SPIN3 (англ. Spindlin family member 3) – білок, який кодується однойменним геном, розташованим у людей на короткому плечі X-хромосоми. Довжина поліпептидного ланцюга білка становить 258 амінокислот, а молекулярна маса — 29 207.
| 10         |  | 20         |  | 30         |  | 40         |  | 50         |
| ---------- |  | ---------- |  | ---------- |  | ---------- |  | ---------- |
| MKTPFGKAAA |  | GQRSRTGAGH |  | GSVSVTMIKR |  | KAAHKKHRSR |  | PTSQPRGNIV |
| GCRIQHGWKD |  | GDEPLTQWKG |  | TVLDQVPVNP |  | SLYLIKYDGF |  | DCVYGLELHR |
| DERVSSLEVL |  | PNRVASSRIS |  | DTHLAEIMVG |  | KAVEHIFETE |  | EGSKNEWRGM |
| VLAQAPVMNT |  | WFYITYEKDP |  | VLYMYQLLDD |  | YKDGDLRILQ |  | DSNDSPLAER |
| EPGEVIDSLV |  | GKQVEYAKDD |  | GSKRTGMVIH |  | QVEAKPSVYF |  | IKFDDDFHIY |
| VYDLVKTS   |  |            |  |            |  |            |  |            |

A: Аланін

C: Цистеїн

D: Аспарагінова кислота

E: Глутамінова кислота

F: Фенілаланін

G: Гліцин

H: Гістидин

I: Ізолейцин

K: Лізин

L: Лейцин

M: Метіонін

N: Аспарагін

P: Пролін

Q: Глутамін

R: Аргінін

S: Серин

T: Треонін

V: Валін

W: Триптофан

Задіяний у такому біологічному процесі, як альтернативний сплайсинг. 